# Thomasminde
Thomasminde er et lille gods, som er dannet i 1838 af C.F. Olsen og O. Jansen, Thomasminde ligger i Trige Sogn, Vester Lisbjerg Herred, Aarhus Kommune.
Thomasminde Gods er på 194 hektar.

## Ejere af Thomasminde
- (1838-1842) C. F. Olsen / O. Jansen
- (1842-1845) C. F. Olsen
- (1845-1856) J. Budtz
- (1856-1876) B. G. Kock
- (1876-1920) Valdemar Pontoppidan
- (1920-1929) H. W. Pontoppidan
- (1929-1930) Jydsk Land-Hyptekforening
- (1930-1970) I. P. Rasmussen
- (1970-1996) Familien Rasmussen
- (1996-2000) Birthe Boje Rasmussen gift Schumann / Svend Schumann
- (2000-2011) Svend Schumann
- (2011-) QUTHO A/S v/a Familien Schumann

## Placering af fremtidig lufthavn
Planer fremsat af Det Midtjyske Lufthavnsråd i årene efter årtusindskiftet om at etablere en international storlufthavn på Thomasminde Mark, som skulle erstatte Tirstrup Lufthavn, blev i oktober 2003 nedstemt af Aarhus Byråd. 16 stemte imod og 15 stemte for, og planerne blev derfor skrinlagt.
I september 2010 blev debatten om en ny lufthavn til betjening af Aarhus genoptaget. Thomasminde Mark blev igen bragt op som mulig placering til en mindre lufthavn, grundet den korte afstand til motorvej og jernbane
Debatten dukkede atter op i november 2012, da det kom frem at Aarhus Lufthavn mangler i omegnen af 10 mio. kr på budgettet og op til 50 mio. kroner over en 3-årig periode.